# キンボリート

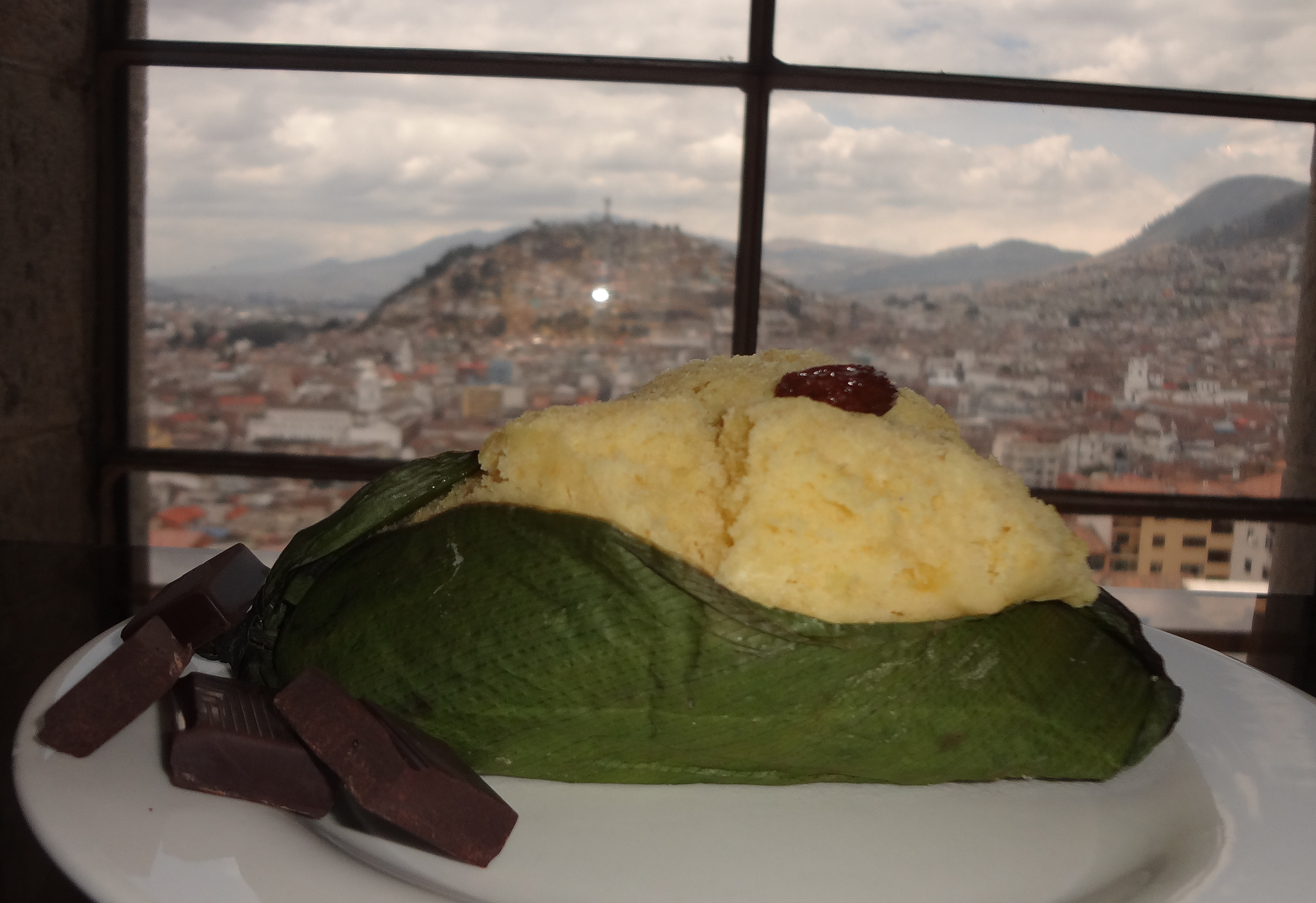
チョコレート入りキンボリートヴォト国立大聖堂のカフェにて（エクアドル・キト）

キンボリート（スペイン語: quimbolito）は、エクアドルの伝統的な菓子パン。
トウモロコシ粉に牛乳、砂糖、バニラなどを加えて作った生地をカンナの葉に包んで蒸し上げたもので、蒸しパンに似る。